# Ectropothecium molle
Ectropothecium molle är en bladmossart som beskrevs av Hugh Neville Dixon 1930. Ectropothecium molle ingår i släktet Ectropothecium och familjen Hypnaceae. Inga underarter finns listade i Catalogue of Life.